# Sandźaja
Sandźaja, Sandżaja, Sanjaya (saMjaya) – imię męskie pochodzenia indyjskiego, oznacza „zwyciężny”, „zwycięski”, „zwycięstwo”, „podbój”. Imię Sandźaja oznacza kogoś, kto w pełni zapanował nad wszystkimi swoimi zmysłami.

## Znane osoby o tym imieniu
- Sanjaya – postać z eposu Mahabharata
- Sanjaya z Mataram – założyciel Królestwa Mataram w VIII w.n.e.
- Sanjaya Fernando – trener piłki wodnej w Sri Lance
- Sanjaya Lall (1940–2005) – ekonomista, profesor Oxfordu
- Sanjaya Malakar – finalista amerykańskiego Idola
- Sanjaya Belatthaputta – nauczyciel duchowy z V–VI w. p.n.e.